# Violence scolaire en France
Pour un article plus général, voir Violence en milieu scolaire.
 (septembre 2012).
Si vous disposez d'ouvrages ou d'articles de référence ou si vous connaissez des sites web de qualité traitant du thème abordé ici, merci de compléter l'article en donnant les références utiles à sa vérifiabilité et en les liant à la section « Notes et références ».
La violence scolaire en France désigne les actes violents réalisés dans les établissements scolaires français et dirigés contre les élèves, les enseignants ou les établissements eux-mêmes (dégradations, incendies).

## Mesure
Élaborées par la Direction centrale de la sécurité publique, les premières statistiques générales sur la violence à l'école datent en France de 1994. La période 1994-1997 est marquée par une augmentation très modérée des actes de violence « envers les élèves » et « envers les personnels ». Surtout, le nombre d'actes recensés demeure limité. En 1997, les violences « envers les élèves », les plus nombreuses, ont concerné moins de 1 500 élèves. Rapportée au nombre d'élèves, cette violence scolaire est très inférieure à celle que connaît la société des adultes.
Les violences envers les personnels de l'éducation nationale sont encore moins fréquentes. Ainsi en 1997, moins de 300 agressions sont constatées. De telles données justifient pleinement le constat de l'inspection générale de l'administration de l'Éducation nationale de l'époque. Dans son rapport de 1998, celle-ci considère que la violence constitue un phénomène marginal : « l'immense majorité des établissements est épargnée par les manifestations de violence avérée » ; « dans un environnement tendu, l'établissement apparaît, par contraste, comme une zone préservée » (Ministère de l'Éducation nationale, 1998).
Ces premières statistiques, plutôt réconfortantes, n'ont pourtant pas limité le succès médiatique du thème de la violence à l'école. Ce succès contribue à expliquer la mise en place du logiciel SIGNA à la rentrée 2001 dont l'objet est le recensement des violences scolaires. Il existe plusieurs façons de rendre compte des données recueillies par chaque établissement et globalisées par le ministère.
Plus la statistique est présentée d'une façon brute, moins sa signification est claire. Par exemple, Houllé (2005) indique que 80 000 incidents ont été signalés en 2004-2005.
Le chiffre paraît énorme. On en comprend mieux la signification quand ces incidents sont rapportés au nombre d'établissements : quatorze incidents par an en moyenne[réf. nécessaire]. Une autre information, plus éclairante encore, est donnée par le nombre moyen d'incidents pour 100,00 élèves : 2,4 en 2004. Un phénomène qui paraissait initialement massif devient brusquement mineur. Il l’est davantage encore si on ne retient dans ces violences que les plus graves. On retrouve les conclusions de l'inspection générale : l'établissement scolaire apparaît « comme une zone préservée ».

## La violence envers les enseignants
(décembre 2019).
- Si vous ne connaissez pas le sujet, laissez ce bandeau (vous pouvez alors contacter les auteurs).
- Si vous supprimez le contenu mis en cause (vous pouvez préalablement contacter les auteurs),

argumentez précisément cette suppression dans la page de discussion
(un manque de référence n'est pas un argument ; une recherche réelle de référence doit avoir été effectuée, être formellement documentée).
Il existe deux raisons de s'intéresser spécifiquement à la violence envers les enseignants. D'abord, la représentation la plus usuelle de la violence scolaire retient essentiellement les violences envers les professeurs. Il est donc nécessaire de confronter la représentation ordinaire de la violence à sa connaissance statistique. Ensuite, il s'agit d'une violence strictement scolaire : elle est liée au processus d’apprentissage, à la relation maître-élèves.
Sur les 80 000 incidents signalés en 2004-2005, 12 586 ont pour victime un enseignant, soit 15,7 %[réf. nécessaire]. Les violences envers les professeurs ne représentent donc qu'un pourcentage limité de la violence dite scolaire (surtout que les violences entre élèves sont sous-signalées par rapport à celle contre les profs)[réf. nécessaire]. Une question tout à fait centrale est celle de la gravité de ces violences. Un indicateur perçus comme pertinent[Par qui ?] est l'existence d'une plainte. Globalement, le recours à la plainte est très peu fréquent. Les 12 586 incidents dont sont victimes les professeurs débouchent sur seulement 173 plaintes (soit moins de 1,5 %).[réf. nécessaire] On retrouve encore une fois les ordres de grandeur publiés par la DCSP en 1997.
La probabilité de porter plainte est directement en rapport avec le type d'incidents. Lorsqu'il s'agit d'une violence physique avec armes ou « arme par destination » (par exemple, une chaise), le taux de plainte dépasse 30 %. La catégorie statistique est suffisamment explicite pour désigner une situation grave qui justifie une forte proportion de plaintes. Il en est tout autrement des « insultes ou menaces graves » : les 10 039 incidents débouchent sur seulement huit plaintes. Ce pourcentage extrêmement faible indique que la gravité effective de la menace ou de l'insulte ne ferait généralement pas l'objet, en cas de plainte, d'une sanction pénale. L'univers culturel du professeur n'est pas celui du jeune de banlieue. L'injure pour le premier est un mot déplacé pour le second. La mise en statistique de la violence scolaire est souvent une comptabilisation de malentendus linguistiques.
Même si on retient l'hypothèse possible d'une préférence des enseignants pour un règlement en interne des situations graves, le taux de plainte reste très bas car le nombre d'incidents graves susceptibles de susciter la plainte est réduit. On note seulement 129 violences physiques avec arme ou arme par destination liées à la scolarité de plus de 5,5 millions d'élèves en 2004. Telle qu'elle est appréhendée par la statistique ministérielle, la violence strictement scolaire, celle des élèves à l'égard de leurs professeurs, est très faible.
Ce constat est rassurant et pose problème. Il est contraire à la perception de la violence par une part des enseignants. À la rentrée 1993, sur 776 professeurs du second degré nouvellement recrutés, 8 % d'entre eux jugeaient avoir été personnellement confrontés « très souvent » ou « assez souvent » à des problèmes graves de violence (Note d'information, nº 42, 1996[source insuffisante]). Or, dans les données recueillies par le ministère, seuls 3 % des enseignants sont concernés par les actes de violence. Il existe un hiatus entre l'expérience des acteurs et les catégories statistiques utilisées pour en rendre compte.
Il est toujours nécessaire de tenter la mesure d'un phénomène social. La mesure de la violence est sans aucun doute intéressant par ce qu'elle ne dit pas explicitement : l'extrême diversité du phénomène, la place limitée occupée par les enseignants comme victime des violences. Une dernière dimension particulièrement instructive de la statistique est apportée par la répartition des actes de violence. Elle permet de mieux saisir le hiatus entre la statistique de la violence l'expérience malheureuse des professeurs.

## Selon les établissements
Il peut exister un intérêt stratégique de l'établissement à sur-déclarer des insultes ou violences pour bénéficier par exemple du bénéfice d'un « plan de prévention violence » ou éventuellement à sous-déclarer des incidents pour préserver l'image de marque du collège ou du lycée. Encore que les données par établissement ne soient pas accessibles au public. Ces biais d'enregistrement existent. À eux seuls, ils ne peuvent expliquer qu'une part infime des différences inter-établissements constatées.
Un certain nombre d'établissements, 8 % exactement, probablement les moins concernés objectivement et subjectivement par les violences scolaires, n'ont jamais recours au logiciel SIGNA. Et 15 % répondent à l'enquête annuelle en ne signalant aucun incident. Au total, sur 7 900 établissements, 1 800, soit 23 %, ne semblent pas du tout concernés par la question de la violence scolaire. Il existe donc une très grande disparité des situations.
Les actes de violence recensés sont directement en rapport avec le type d'établissement. Le nombre moyen d'incidents concerne 1 % des élèves dans les lycées ; 3 % dans les collèges ; 3,5 % dans les lycées professionnels ; 12,9 % dans les EREA (Établissement régional d'enseignement adapté). Le rapprochement n'a pas été réalisé dans les statistiques ministérielles, mais il est facile à établir et particulièrement instructif. Le nombre moyen d'incidents augmente continûment avec la proportion d'enfants d'ouvriers et de chômeurs scolarisés dans chaque type d'établissement : 24,2 % en lycée ; 36,2 % en collège ; 49,9 % dans l'enseignement professionnel ; 65 % dans les EREA.[Interprétation personnelle ?]
Une dernière façon de contrôler la relation entre le public d'origine populaire et le nombre d'actes de violence recensés est de focaliser l'attention sur la situation des établissements en ZEP (zones d'éducation prioritaire) ou REP (réseau d'éducation prioritaire). Si on s'intéresse aux 5 % des établissements qui signalent le plus d'actes de violence, 41 % sont en ZEP ou REP alors qu'ils ne représentent qu’un établissement sur six. Il existe donc une forte concentration des actes de violence dans certains établissements où la proportion d'enfants d'origine populaire est la plus élevée.

## Un phénomène médiatique
La violence à l'école a accédé au statut de marronnier (une actualité périodique : dans le cas de l'éducation, il s'agit par exemple de la rentrée scolaire, des élections des parents d'élèves, du bac (le plus jeune et le plus âgé des candidats etc.).
Une étude consacrée à la couverture par la télévision des incidents de février 1996 montre que les collèges de banlieue sont surreprésentés et que la médiatisation d'un fait divers dépend également de la mobilisation des équipes pédagogiques à la suite de l'événement.
Les enseignants n'hésitent plus à utiliser les médias dans le bras de fer qui les oppose à l'administration lors des mouvements sociaux (grèves, occupations…). De l'autre côté, le ministère utilise les médias comme « support » pour des « publi-reportages » sur les principaux axes de sa politique. Que ce soit pour les classes relais, les mesures de prévention, ou la mise en place de nouveautés pédagogiques, d'où ce double jeu pervers, où tout le monde accuse les médias d'en rajouter mais chacun essaye de s'en servir dans ses stratégies.[non neutre]
Ainsi en cas de faits divers, alors que la hiérarchie de l'éducation nationale (Recteur, Inspecteur d'académie) donne aux chefs d'établissements la consigne de ne pas communiquer[réf. nécessaire], obligeant les journalistes à se rabattre sur les micro-trottoirs, les enseignants pour leur part s'offusquent de ce que les journalistes n'aient retenu de leurs déclarations que ce qui concerne la violence.
Cette tentation utilitariste[non neutre] oublie que les médias doivent faire face à des contraintes matérielles très fortes dans un marché hyperconcurrentiel. De ce point de vue, une actualité dont le traitement favorise un préformatage et une scénarisation comme la violence à l'école, répond aux exigences de rapidité et d'efficacité et réduit le niveau de parasitage chez l'auditeur ou le téléspectateur[non neutre]. Ce dernier intégrant le fait divers dans une problématique plus large : celle de l'augmentation de l'insécurité ou de la délinquance des mineurs.

## 2018: le phénomène PasDeVague
En 2018, à la suite d'un fait divers dans un établissement scolaire[évasif], le hashtag #Pasdevague créé sur Twitter a rassemblé de très nombreux témoignages de professeurs[réf. nécessaire] montrant que les incivilités étaient largement sous-estimées dans la problématique de la violence scolaire[réf. nécessaire] et que, de manière générale, l'institution scolaire avait pris l'habitude de minimiser significativement les incidents scolaires[réf. nécessaire].
Cette tendance à ne pas vouloir faire de bruit aurait eu pour conséquence d'installer des pratiques d'auto-censure et potentiellement une incomplétude des statistiques.[réf. nécessaire]